# سرخک
سُرخَک (به انگلیسی: measles) نوعی عفونت سیستم تنفسی است که یک ویروس آر.ان. آ از خانواده پارامیکسوویروس‌ها آن را ایجاد می‌کند. علائم سرخک شامل تب، سرفه، آبریزش بینی، و راش پوستی در نقاط مختلف بدن است.
سرخک از طریق تنفس منتقل می‌شود و به‌شدت واگیردار است. در واقع ۹۰٪ افراد فاقد ایمنی که با بیمار مبتلا به سرخک زندگی می‌کنند این بیماری را از او می‌گیرند. دورهٔ نهفتگی به‌طور میانگین ۱۴ روز است و چهار روز پس از بروز راش‌ها قابلیت سرایت دارد.
احتمال مرگ بر اثر سرخک در کشورهای توسعه‌نیافته با سوء تغذیه شایع و شرایط بهداشتی نامناسب تا ۲۸٪ است، اما در مناطق دیگر بسیار پائین است و در ایالات متحده از سال ۱۹۸۷ تا ۲۰۰۰ فقط ۰٫۳٪ (۱۷۷ مرگ از ۶۷٬۰۳۲ مورد) بوده‌است.

## علائم
بیمار مبتلا به سرخک تب‌دار بوده و بدحال به نظر می‌رسد. بیمار معمولاً دچار سرفهٔ خشک بوده و ملتحمه چشم بیمار قرمز می‌باشد. دانه‌های پوستی در سرخک در حدود روز چهارم پس از شروع تب نمایان می‌شوند دانه‌های پوستی و سرخی پوست (راش) از محل رویش موها در پیشانی شروع شده و به سایر نقاط بدن گسترش می‌یابد. گاهی کف دست‌ها و پاها هم دانه می‌زند این دانه‌ها چهار تا شش روز پس از پدیدار شدن شروع به همان ترتیبی که نمایان شده‌اند شروع به از بین رفتن می‌کنند. (دانه‌ها از محل رستنگاه موها در پیشانی به پایین از بین می‌روند). لکه کوپلیک از مشخصه‌های بیماری است.

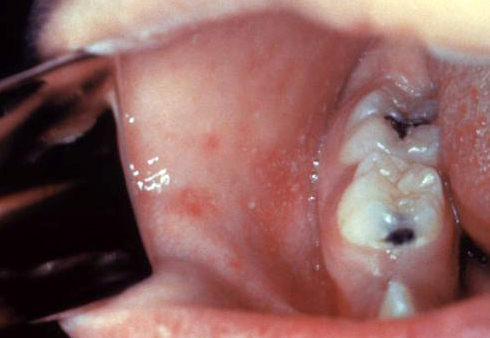
لکه کوپلیک در داخل گونه بیمار مبتلا به سرخک

## عوارض
سرخک در مبتلایانی که سن کمی داشته باشند، نوزادان، کودکان دچار سوءتغذیه، افراد که سیستم ایمنی بدنشان خوب کار نمی‌کند، منجر به عوارض جدی از جمله کوری، التهاب مغز یا آنسفالیت، اسهال شدید، عفونت گوش و ذات‌الریه می‌شود. مجموعه این عوارض می‌تواند منجر به مرگ شوند.

## واکسیناسیون
واکسیناسیون نقش مهمی در کاهش شدید موارد ابتلا به این بیماری داشته‌است. در کشورهای توسعه‌یافته معمولاً واکسن دو بار یکی در ۱۲–۱۵ ماهگی (کودکان زیر ۱۲ ماه معمولاً ایمنی بالایی نسبت به بیماری دارند) و یکی در ۴ یا ۵ سالگی زده می‌شود. در صورت مشاهدهٔ سرخک در یک مدرسهٔ شبانه‌روزی یا جایی شبیه به آن نیز تمام افراد واکسیناسیون می‌شوند. 

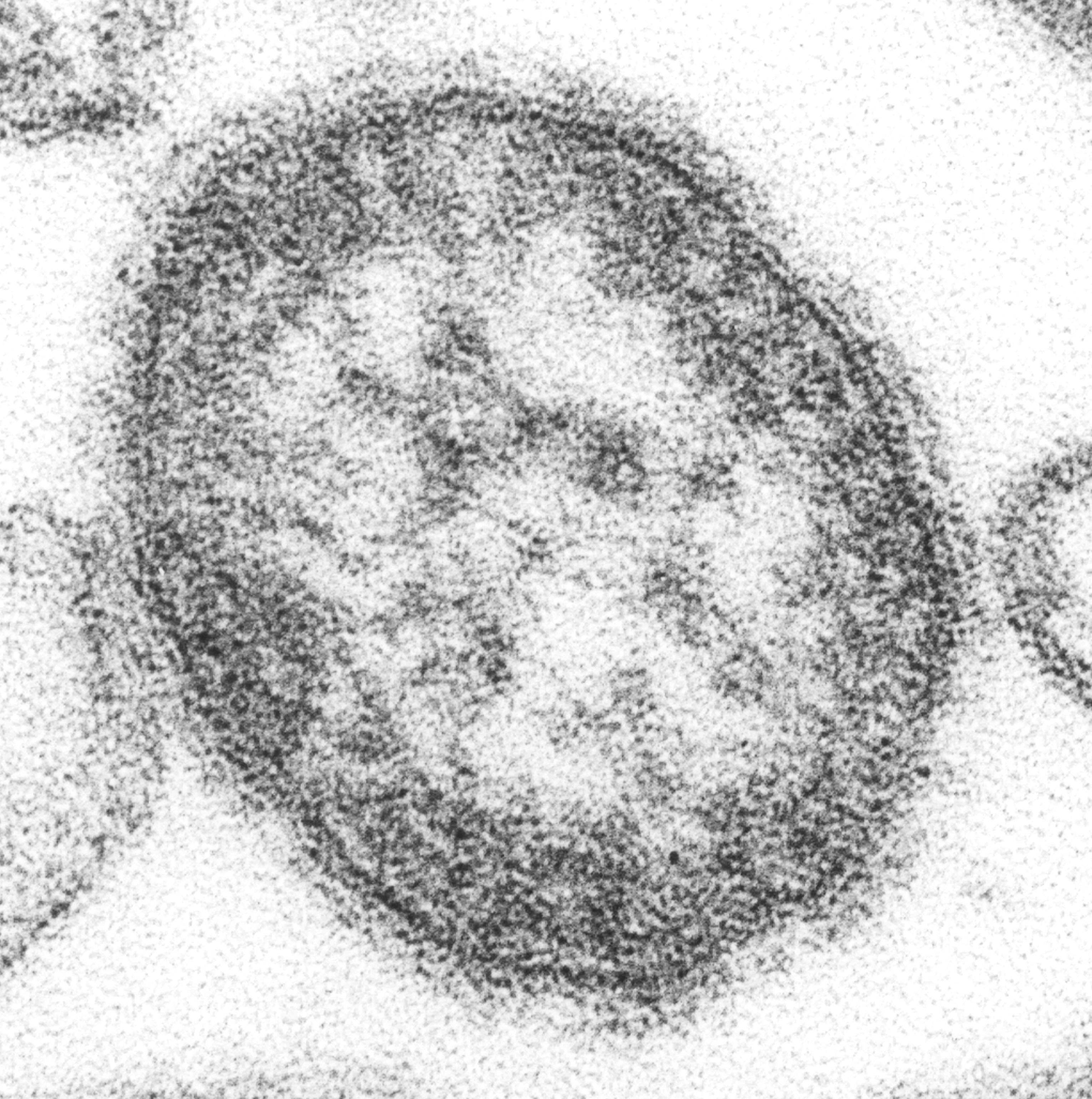
ویروس سرخک

سازمان بهداشت جهانی توصیه کرده که در کشورهای توسعه‌نیافته‌ای که سرخک بسیار شایع است، واکسن دو بار در سنین ۶ و ۹ ماهگی تزریق شود. انجام واکسیناسیون سرخک در این سنین معمولاً برای آن است که خدمات بهداشتی دیگر مانند پشه‌بند برای جلوگیری از مالاریا، داروهای ضد انگل و مکمل‌های ویتامین آ نیز به کودکان داده شود.

## درمان
سرخک درمان خاصی ندارد. اما برای کاهش تب بیمار از استامینوفن و ایبوپروفن استفاده می‌شود. برخی تحقیقات هم تأثیر خفیف ویتامین آ در کاهش علایم و کاهش مرگ و میر مبتلایان به سرخک را نشان داده‌است. برخی افراد هم ممکن است به سینه‌پهلو و بیماری‌های عفونی مبتلا شوند که در آن صورت داروهای آن بیماری‌ها برایشان تجویز خواهد شد.

## نگارخانه

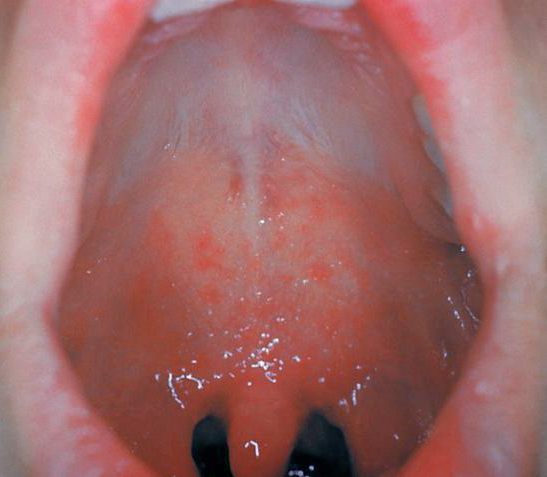
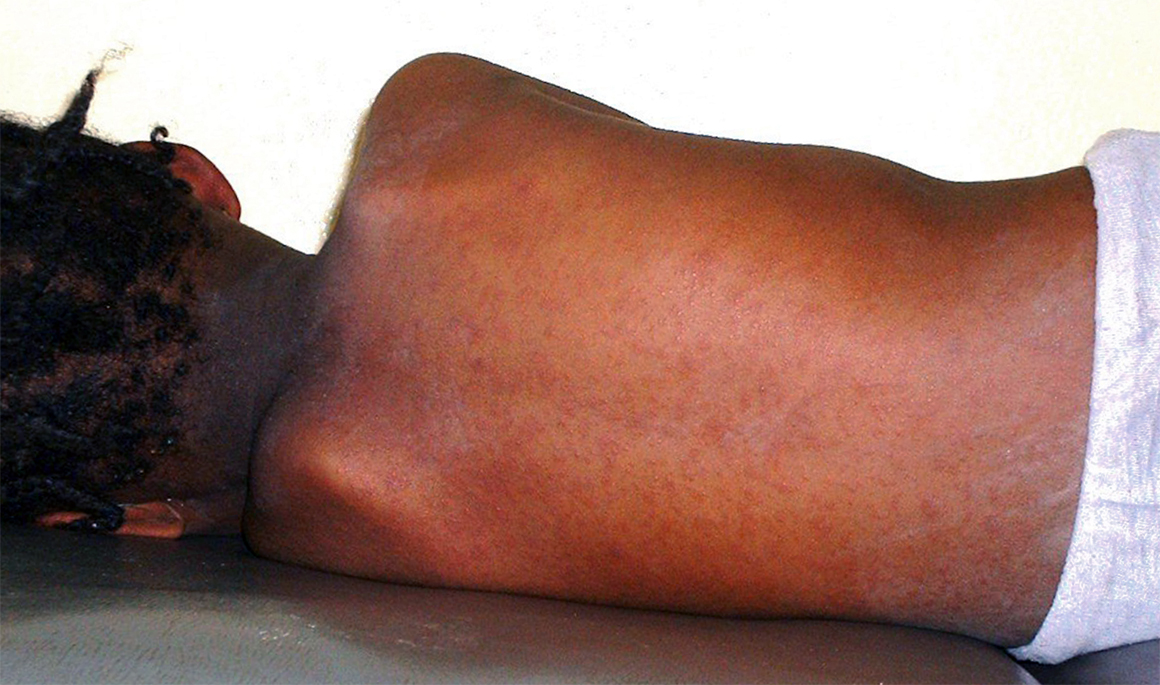
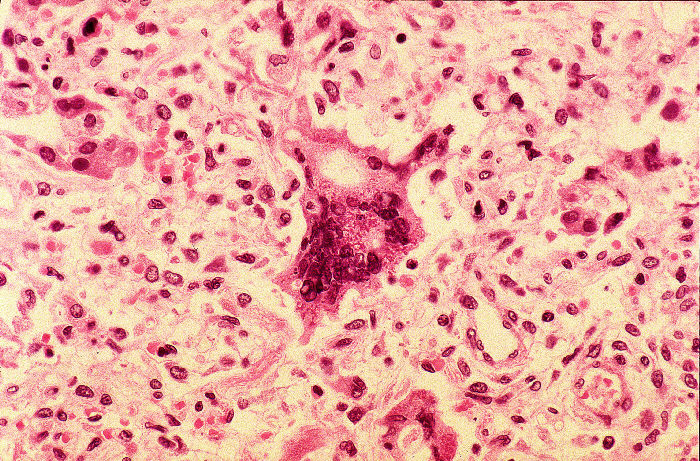
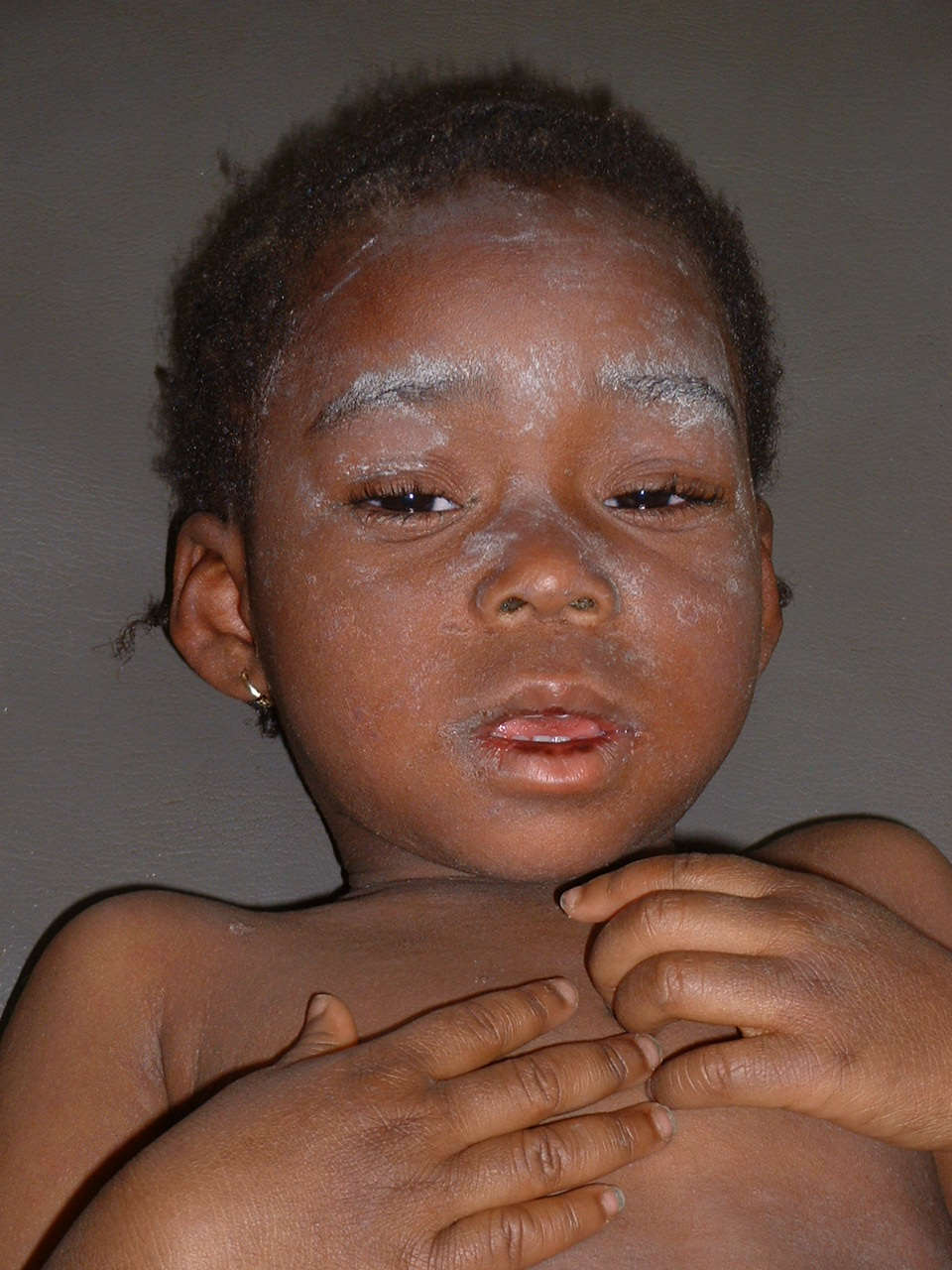